# Pühajõgi
Der Pühajõgi (estnisch für „Heiliger Fluss“) ist ein Fluss im Norden Estlands, im Kreis Ida-Viru. Weitere Namen des Flusses sind Ädise jõgi bzw. Edise jõgi.

## Beschreibung
Der Pühajõgi entspringt etwa 6 km südöstlich des Dorfes Saka (Gemeinde Kohtla). Er mündet in der Bucht von Narva in die Ostsee. Der Pühajõgi ist 28 km lang. Sein Einzugsgebiet umfasst 196 km².
Im Flusstal des Pühajõgi liegt Nahe der Mündung der unter Naturschutz stehende Park von Toila-Oru.